# La fierecilla domada
La fierecilla domada és una pel·lícula còmica espanyola de 1955, adaptació de la comèdia La feréstega domada de William Shakespeare, i protagonitzada pels populars Carmen Sevilla i Albert Closas.

## Sinopsi
Catalina és la bella filla d'un comerciant ric de Gandia i coneguda com la feréstega pel seu caràcter independent i indòmit. Un dia accepta el repte casar-se amb l'intrèpid Don Beltrán de Lara.

## Premis
Medalles del Cercle d'Escriptors Cinematogràfics
| Any  | Categoria               | Pel·lícula     | Resultat   |
| ---- | ----------------------- | -------------- | ---------- |
| 1955 | Millor actriu principal | Carmen Sevilla | Guanyadora |
| 1955 | Millor actor principal  | Albert Closas  | Guanyador  |